# André Myhrer

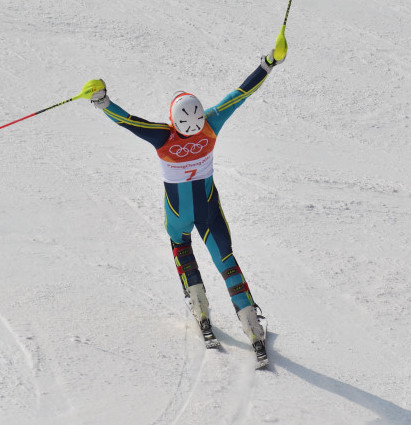
Myhrer tijdens de Olympische Winterspelen 2018.

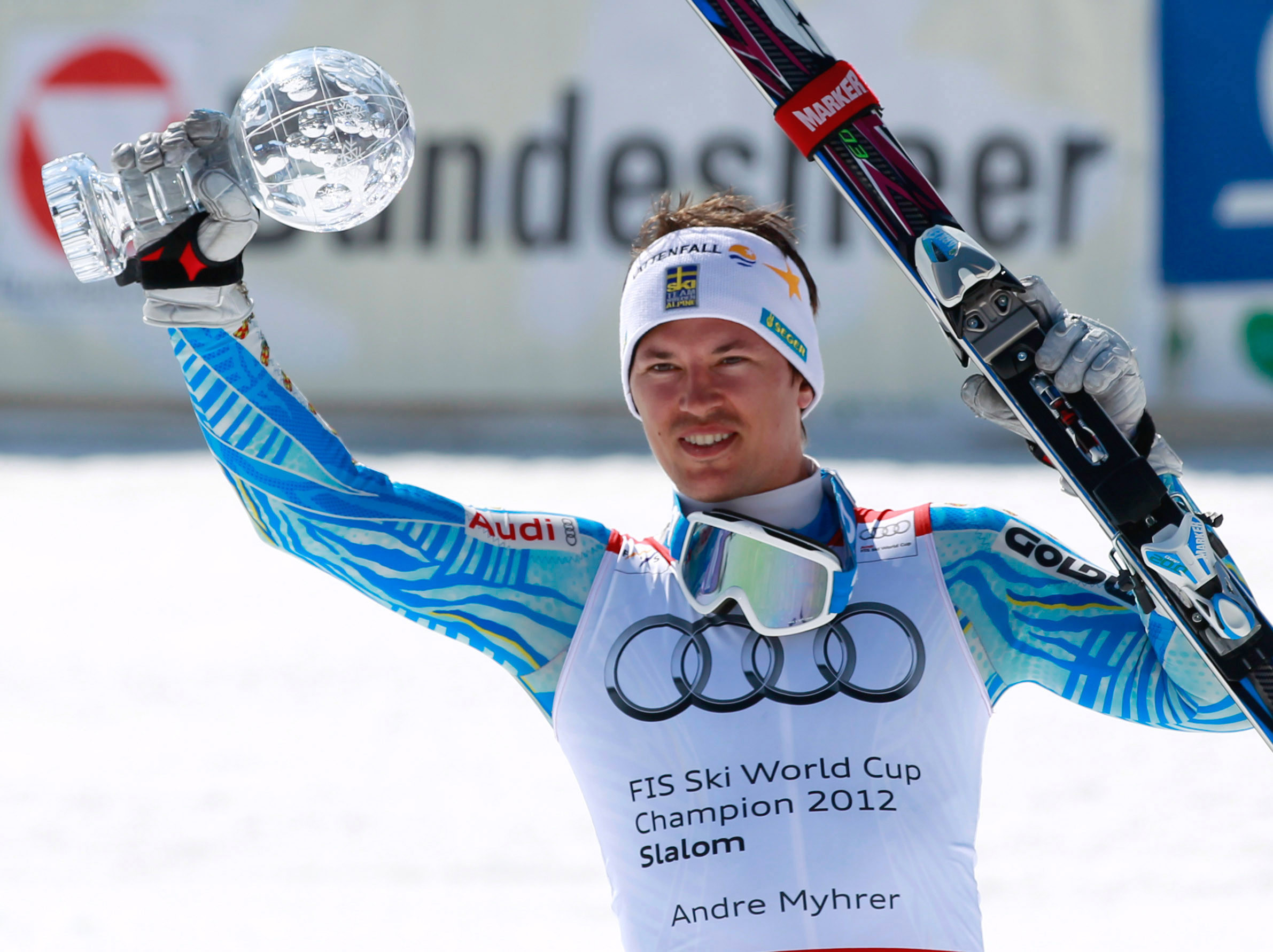
Myhrer met de wereldbeker slalom 2011/2012.

André Myhrer (Bergsjö, 11 januari 1983) is een Zweedse alpineskiër, die gespecialiseerd is in de slalom. Hij vertegenwoordigde zijn vaderland op de Olympische Winterspelen 2006, 2010, 2014 en 2018.

## Carrière
Op de wereldkampioenschappen alpineskiën 2003 in Sankt Moritz nam Myhrer deel aan de slalom, in de eerste run wist hij niet te finishen. De Zweed maakte op 25 januari 2004 zijn wereldbekerdebuut in Kitzbühel. In zijn eerste complete wereldbekerseizoen behaalde hij twee podiumplaatsen: in Schladming werd hij derde en in Kranjska Gora werd hij tweede. In Bormio nam Myhrer deel aan de wereldkampioenschappen alpineskiën 2005. Op dit toernooi werd hij vijfde op de slalom. Tijdens de Olympische Winterspelen van 2006 in Turijn eindigde hij als vierde op de slalom.
Op 3 december 2006 vierde de Zweed op de slalom van Beaver Creek zijn eerste wereldbekeroverwinning. Op de wereldkampioenschappen alpineskiën 2007 in Åre eindigde Myhrer als twintigste op de reuzenslalom en als 22e op de slalom. In Val d'Isère nam hij deel aan de wereldkampioenschappen alpineskiën 2009. Op dit toernooi wist hij op zowel de slalom als de reuzenslalom niet te finishen. Tijdens de Olympische Winterspelen van 2010 in Vancouver veroverde de Zweed op de slalom de bronzen medaille, op de reuzenslalom finishte hij echter niet.
Op de wereldkampioenschappen alpineskiën 2011 in Garmisch-Partenkirchen eindigde Myhrer als tiende op de slalom. In het seizoen 2011/2012 won hij het wereldbekerklassement op de slalom. In Schladming nam de Zweed deel aan de wereldkampioenschappen alpineskiën 2013. Op dit toernooi eindigde hij als vierde op de slalom en als veertiende op de reuzenslalom, in de landenwedstrijd legde hij samen met Nathalie Eklund, Frida Hansdotter, Maria Pietilä-Holmner, Jens Byggmark en Mattias Hargin beslag op de zilveren medaille. Tijdens de Olympische Winterspelen van 2014 in Sotsji viel Myhrer uit in de tweede run van de slalom.
Op de wereldkampioenschappen alpineskiën 2015 in Beaver Creek eindigde hij als zesde op de slalom, op de reuzenslalom wist hij niet te finishen. Samen met Maria Pietilä-Holmner, Anna Swenn-Larsson en Mattias Hargin sleepte hij de bronzen medaille in de wacht in de landenwedstrijd. In Sankt Moritz nam de Zweed deel aan de wereldkampioenschappen alpineskiën 2017. Op dit toernooi eindigde hij als zesde op de slalom, in de landenwedstrijd behaalde hij samen met Frida Hansdotter, Maria Pietilä-Holmner en Mattias Hargin de bronzen medaille. Tijdens de Olympische Winterspelen 2018 in Pyeongchang vierde Myhrer zijn grootste triomf; hij werd olympisch kampioen op de slalom. Daarnaast eindigde hij als 23e op de reuzenslalom en eindigde hij samen met Frida Hansdotter, Anna Swenn-Larsson, Emelie Wikström, Mattias Hargin en Kristoffer Jakobsen als gedeeld vijfde in de landenwedstrijd.

## Resultaten

### Olympische Winterspelen
| Jaar | Plaats      | Resultaten                                     |
| ---- | ----------- | ---------------------------------------------- |
| 2006 | Sestriere   | 4e Slalom                                      |
| 2010 | Vancouver   | Slalom · DNF2 Reuzenslalom                     |
| 2014 | Sotsji      | DNF2 Slalom                                    |
| 2018 | Pyeongchang | Slalom · 23e Reuzenslalom · 5e Landenwedstrijd |

### Wereldkampioenschappen
| Jaar | Plaats                 | Resultaten                                      |
| ---- | ---------------------- | ----------------------------------------------- |
| 2003 | Sankt Moritz           | DNF Slalom                                      |
| 2005 | Bormio                 | 5e Slalom                                       |
| 2007 | Åre                    | 22e Slalom 20e Reuzenslalom                     |
| 2009 | Val-d'Isère            | DNF Slalom DNF Reuzenslalom                     |
| 2011 | Garmisch-Partenkirchen | 10e Slalom                                      |
| 2013 | Schladming             | 4e Slalom · 14e Reuzenslalom · Landenwedstrijd  |
| 2015 | Vail/Beaver Creek      | 6e Slalom · DNF1 Reuzenslalom · Landenwedstrijd |
| 2017 | Sankt Moritz           | 6e Slalom · DNS2 Reuzenslalom · Landenwedstrijd |
| 2019 | Åre                    | 13e Slalom 5e Landenwedstrijd                   |

### Wereldbeker
Eindklasseringen
| Seizoen   | Algm | SL    | RS  | SC  |
| --------- | ---- | ----- | --- | --- |
| 2003/2004 | 89e  | 37e   | -   | -   |
| 2004/2005 | 34e  | 9e    | -   | -   |
| 2005/2006 | 39e  | 12e   | -   | -   |
| 2006/2007 | 44e  | 13e   | -   | -   |
| 2007/2008 | 48e  | 19e   | 38e | -   |
| 2008/2009 | 33e  | 11e   | 46e | 28e |
| 2009/2010 | 42e  | 13e   | -   | -   |
| 2010/2011 | 18e  | Brons | -   | -   |
| 2011/2012 | 11e  | Goud  | 26e | -   |
| 2012/2013 | 9e   | 4e    | 31e | -   |
| 2013/2014 | 30e  | 12e   | 26e | -   |
| 2014/2015 | 31e  | 12e   | 27e | -   |
| 2015/2016 | 15e  | 4e    | 15e | -   |
| 2016/2017 | 15e  | 9e    | 15e | -   |
| 2017/2018 | 11e  | Brons | 23e | -   |
| 2018/2019 | 28e  | 10e   | -   | -   |
| 2019/2020 | 31e  | 84e   | -   | -   |

Wereldbekerzeges
| Datum            | Plaats        | Onderdeel  |
| ---------------- | ------------- | ---------- |
| 3 december 2006  | Beaver Creek  | Slalom     |
| 6 januari 2011   | Zagreb        | Slalom     |
| 11 maart 2012    | Kranjska Gora | Slalom     |
| 18 maart 2012    | Schladming    | Slalom     |
| 11 november 2012 | Levi          | Slalom     |
| 20 maart 2016    | Sankt Moritz  | Slalom     |
| 19 maart 2017    | Aspen         | Slalom     |
| 1 januari 2018   | Oslo          | City Event |